# Dom Pisarzy w Warszawie
Dom Pisarzy – nieformalne określenie bloku mieszkalnego, znajdującego się przy ulicy Marszałkowskiej 68/70 (róg ulicy ks. I. Skorupki 2) w Warszawie.

## Historia

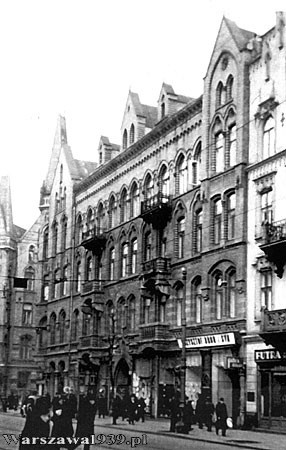
Kamienica Taubenhausa pod nr 68/70 zniszczona w trakcie II wojny światowej

Blok mieszkalny wzniesiony został w latach 1959–1960 na podstawie w kształcie litery „L” w miejscu zburzonej w trakcie II wojny światowej kamienicy wybudowanej na przełomie XIX i XX wieku wraz z bliźniaczą pod numerem 72 dla rodziny Taubenhausów. Nowy budynek stał się częścią założenia urbanistycznego, które wypełniło dziury po wojennych zniszczeniach w kwartale Marszałkowska – Wilcza – Krucza – Hoża.
Żelbetową konstrukcję budynku uzupełniono szarą cegłą-licówką, którą często stosowali warszawscy architekci w latach 50. i 60. Zastosowana wielopłaszczyznowość elewacji, a także gzymsy i lizeny, nawiązały do powstałej kilka lat wcześniej w socrealistycznym stylu Marszałkowskiej Dzielnicy Mieszkaniowej (MDM).
W 2012 odbyły się remont i termomodernizacja budynku. W 2012 na jego elewacji (od strony ul. ks. I. Skorupki) odsłonięto tablicę upamiętniającą Artura Międzyrzeckiego, a w 2021 – tablicę upamiętniającą Julię Hartwig.
25 sierpnia 2016 dom został wpisany do gminnej ewidencji zabytków m.st. Warszawy.

## Podwórze
Budynek posadowiony jest na działce ewidencyjnej nr 20 w obrębie 5-05-04, o powierzchni 762,00 m². Podwórko słynie z ogromnego dzikiego wina pnącego się po ścianie sąsiedniej Kamienicy Izaaka Rothberga, noszącej ślady pocisków z czasów II wojny światowej.

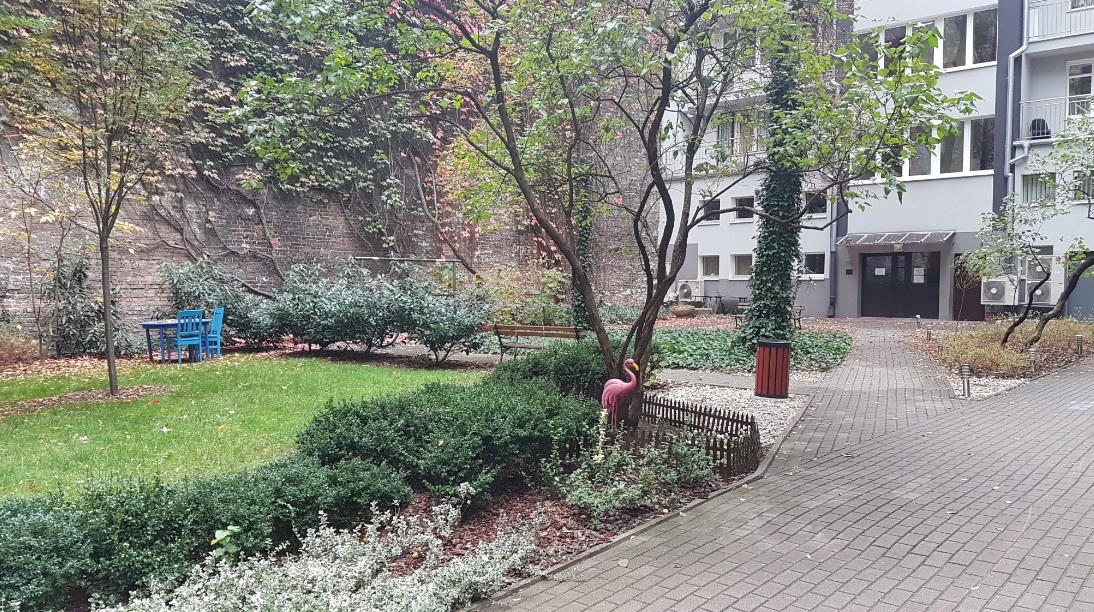
Zdjęcie podwórza z 2018. Widok od strony ul. Skorupki
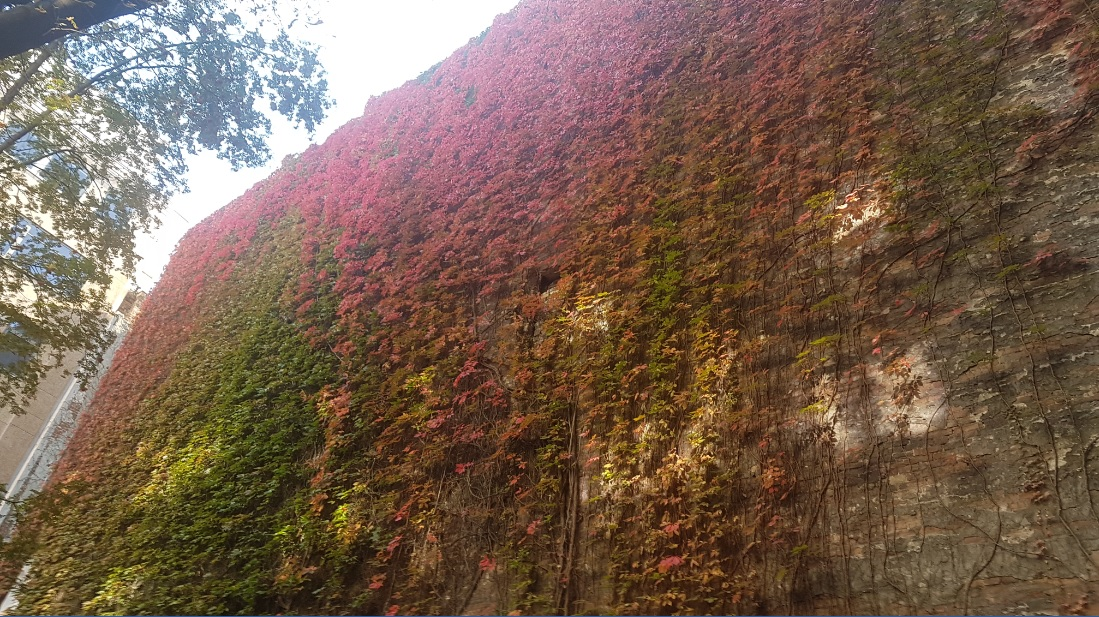
Winobluszcz na ścianie sąsiedniej kamienicy przy ul. Marszałkowskiej 66

## Mieszkańcy
Członkami wspólnoty mieszkaniowej byli przedstawiciele świata kultury, artyści, dyplomaci, lekarze i naukowcy, m.in. prof. Maria Dąbska, Julia Hartwig, Danuta Płocka-Zabłocka, Adam Kępiński, Arkadiusz Konarzewski, Artur Międzyrzecki, Ryszard Szawłowski, Bogusław Śmiechowski. W latach 1971–1974 mieszkał i tworzył tu Zbigniew Herbert, gościli także laureaci Nagrody Nobla: Czesław Miłosz i Henry Kissinger.
Prezes PEN Clubu Adam Pomorski określił budynek przy ul. Marszałkowskiej 68/70 Domem Pisarzy, odnosząc się do salonu literackiego, jakim na początku lat 60. XX wieku stało się mieszkanie Julii Hartwig i Artura Międzyrzeckiego, a które w czasie ich pobytu w Stanach Zjednoczonych w latach 70. było też zamieszkane przez Katarzynę i Zbigniewa Herbertów.

## Inne

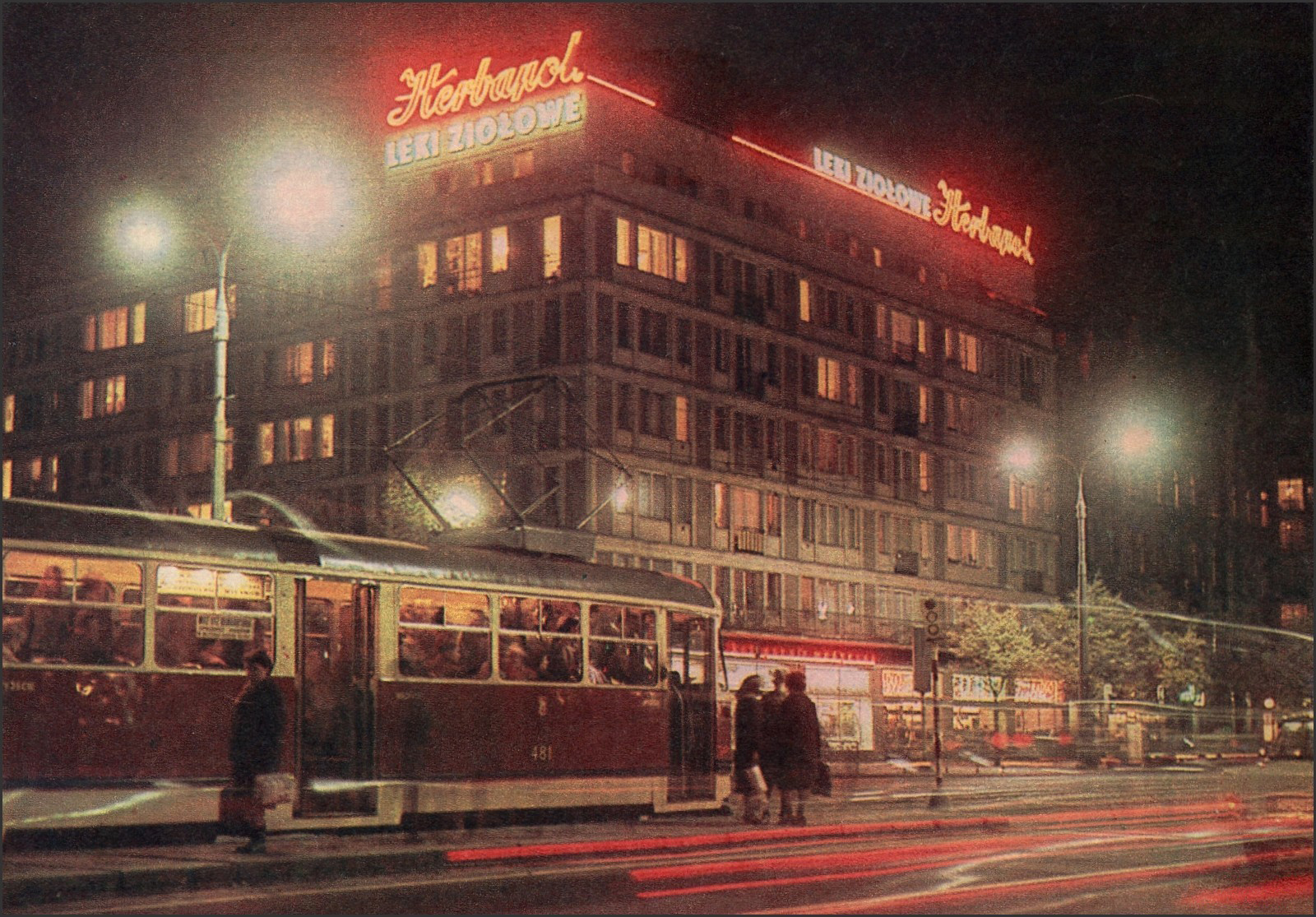
Bliźniaczy blok mieszkalny pod nr 74 w wieczornej gali świateł i neonów reklamowych. Zdjęcie z 1968

- Bliźniaczy blok mieszkalny powstał w latach 60. XX wieku kilkadziesiąt metrów dalej, u zbiegu ulic Marszałkowskiej (74) i Hożej w miejscu rozebranej po powstaniu warszawskim kamienicy Pod Husarzem[4][10][11].